# Dennis Edman
Dennis Edman, pseud. "Dennis" (ur. 7 stycznia 1991) – szwedzki profesjonalny gracz z serii gier Counter-Strike, grający obecnie w zespole Team GamerLegion. Były członek takich zespołów jak Absolute Legends, LIONS, LGB eSports, Team Kinguin, Gamers2, G2 Esports, Fnatic, GODSENT czy Ninjas in Pyjamas. 

## Kariera
Dennis rozpoczął karierę w 2008 roku, grając pod barwami amatorskiej drużyny – duttdutt, z którą nic wielkiego nie udało mu się osiągnąć. Później grał jeszcze dla paru amatorskich organizacji, takich jak Crystal, Playzone czy RG Esports. 4 kwietnia 2011 roku Dennis został substytutem szwedzkiej potęgi – SK Gaming. Po przygodzie z SK, Dennis po raz kolejny grał w amatorskich organizacjach, takich jak A2G czy LIONS. W lipcu 2012 roku, w oczekiwaniu na zmianę wersji Counter-Strike na Counter-Strike: Global Offensive, opuścił A2G i dołączył do Prospects, jednak i tam nic nie osiągnął. 19 września 2012 roku Dennis dołączył do Absolute Legends, jednak z powodu słabych wyników opuścił ją 20 marca 2013. 18 września 2013 roku Dennis dołączył do LGB eSports, w której wygrał swój pierwszy profesjonalny turniej w CS:GO, jakim był TECHLABS Cup 2013 Minsk II, gdzie w finale pokonali potężne Natus Vincere z wynikiem 2:1. Niestety LGB eSports zaczęło odnosić coraz gorsze wyniki, przez co Dennis opuścił jej szeregi 6 maja 2014 roku. 1 lipca 2015 dołączył on do Team Kinguin, gdzie wygrał turniej Gaming Paradise 2015, zgarniając 30 tysięcy dolarów. 11 września tego samego roku, Dennis opuścił Team Kinguin na rzecz dołączenia do Gamers2, znanego później jako G2 Esports. Zajął tam między innymi: 5/6. miejsce na DreamHack Open London 2015 czy też 3/4. miejsce na DreamHack Open Cluj-Napoca. 12 listopada 2015 Dennis opuścił szeregi G2 Esports i dołączył do szwedzkiej potęgi – Fnatic. Pod barwami tej organizacji wygrał wiele prestiżowych eventów, takich jak: FACEIT 2015 Stage 3 Finals, Fragbite Masters Season 5, ESL ESEA Pro League Season 2 – Finals, StarLadder i-League StarSeries XIV, ESL Expo Barcelona czy Intel Extreme Masters X – World Championship. Niestety forma Fnatic mocno spadła, przez co Dennis opuścił szwedzką potęgę 21 sierpnia 2017 roku, dołączając do GODSENT. Jednak już po miesiącu Dennis został rezerwowym tej formacji. 13 lutego 2018 roku wstąpił do Ninjas in Pyjamas. Pod barwami NiP udało mu się zwyciężyć Europe Minor Championship – London 2018, zgarniając 30 tysięcy dolarów. 11 marca 2019 Dennis został rezerwowym Ninjas in Pyjamas, żeby po miesiącu powrócić do aktywnego składu. 19 czerwca znowu został przesunięty na ławkę rezerwową, dlatego opuścił on szeregi Ninjas in Pyjamas na rzecz dołączenia do Team GamerLegion, 5 lipca 2019 roku. 

## Wyróżnienia indywidualne
- 20 najlepszy gracz CS:GO 2016 roku według rankingu HLTV[2].

## Większe osiągnięcia[3][4]
- 1. miejsce – Hazard LAN #30 (2010)
- 2. miejsce – Copenhagen Games 2011 (2011)
- 1. miejsce – LUOPGames 2011 (2011)
- 1. miejsce – ClanBase NationsCup XV (2012)
- 1. miejsce – TECHLABS Cup 2013 Minsk II (2013)
- 2. miejsce – FACEIT Cup September (2013)
- 2. miejsce – ESPORTSM 2013/2014 (2013)
- 5/8. miejsce – DreamHack Winter 2013 (2013)
- 3/4. miejsce – Fragbite Masters Season 1 (2013)
- 2. miejsce – Svecup 2013 Grand Finals (2013)
- 1. miejsce – FACEIT Cup December (2013)
- 3/4. miejsce – EMS One Katowice 2014 (2014)
- 1. miejsce – Hitbox Arena Showdown (2014)
- 3. miejsce – European Championship 2014 (2014)
- 1. miejsce – QuickShot Arena 2 (2015)
- 5/8. miejsce – ESL One Cologne (2015)
- 1. miejsce – Gaming Paradise 2015 (2015)
- 5/6. miejsce – DreamHack Open London 2015 (2015)
- 3/4. miejsce – DreamHack Open Cluj-Napoca (2015)
- 1. miejsce – FACEIT 2015 Stage 3 Finals (2015)
- 1. miejsce – Fragbite Masters Season 5 (2015)
- 1. miejsce – ESL ESEA Pro League Season 2 Finals (2015)
- 1. miejsce – StarLadder i-League StarSeries XIV (2016)
- 1. miejsce – ESL Expo Barcelona (2016)
- 1. miejsce – IEM X World Championship (2016)
- 3/4. miejsce – ESL One Cologne 2016 (2016)
- 5/6. miejsce – ESL One New York 2016 (2016)
- 5/6. miejsce – EPICENTER 2016 (2016)
- 3/4. miejsce – ELEAGUE Major Atlanta 2017 (2017)
- 2. miejsce – DreamHack Open Summer 2017 (2017)
- 5/8. miejsce – PGL Major: Kraków 2017 (2017)
- 2. miejsce – BLAST Pro Series Copenhagen (2017)
- 1. miejsce – LOOT.BET Cup 2 (2017)
- 1. miejsce – Europe Minor Championship London 2018 (2018)
- 3/4. miejsce – DreamHack Masters Stockholm 2018 (2018)
- 3. miejsce – BLAST Pro Series Instanbul (2018)
- 5/6. miejsce – EPICENTER 2018 (2018)
- 2. miejsce – BLAST Pro Series Copenhagen (2018)
- 3/4. miejsce – Esports Championship Series Season 6 – Finals (2018)
- 3. miejsce – BLAST Pro Series: Madrid (2019)
- 1. miejsce – Esports Championship Series Season 7 – Europe (2019)
- 3/4. miejsce – Good Game League 2019 (2019)